# Torshammarring
Torshammarring är i storleken en halsring, som i dekorativt och religiöst syfte tillverkades som en gravgåva under vikingatiden. 
På dessa ringar, som i regel är av järn, påhakades amuletter i form av små torshammare och ibland även små järnringar och spiraler. Torshammarringar var mest vanliga i Mälardalen där man hittat dessa i gravar från yngre järnåldern. Deras placering i urnornas översta brandlager tyder på att de inom kulten haft en betydande roll. Torshammarringar har även påträffats i Ryssland, sannolikt i gravar lagda över de vikingar som varit på resa i österled.

## Källa
- Vikingatiden ABC, red. Carin Orrling, 1995, ISBN 91-7192-984-3